# Nacho Martínez
Ignacio Martínez Navia-Osorio (n. Mieres, Astúrias, Espanha, 8 de julho de 1952 -  † 24 de julho de 1996) foi um ator espanhol.

## Biografia
Nascido em Mieres em 1952, iniciou sua carreira cinematográfica como irmão de Tasio no filme de mesmo nome dirigida por Montxo Armendáriz em 1984. Contudo,a personagem pela qual será recordado é o toureiro do filme Matador, de Pedro Almodóvar, onde foi protagonista junto com o então jovem Antonio Banderas.

De Almodóvar são também La ley del deseo (1987) e Tacones lejanos (1991), das quais Nacho participou.

Faleceu depois de uma longa doença aos 44 anos, o que sem dúvida interrompeu a trajetória de um dos atores espanhóis mais representativos da década de 1980.
No ano 2006 foi lembrado na XX Edição dos Prêmios Goya. O Festival Internacional de Cinema de Gijón concede um Prêmio Nacional de Cinematografia que leva o nome de Nacho Martínez.

## Filmografia[2]
- Mi nombre es sombra, de Gonzalo Suárez (1996)
- La fiebre del oro, de Gonzalo Herralde (1993)
- Tacones lejanos, de Pedro Almodóvar (1991)
- La ley del deseo, de Pedro Almodóvar (1987)
- Adiós pequeña, de Imanol Uribe (1986)
- El viaje a ninguna parte, de Fernando Fernán Gómez (1986)
- Matador, de Pedro Almodóvar (1986)
- La mitad del cielo, de Manuel Gutiérrez Aragón (1986)
- Caso cerrado, de Juan Caño Arecha (1985)
- Extramuros, de Miguel Picazo (1985)
- Tasio, de Montxo Armendáriz (1984)

## Televisão
- Los jinetes del Alba, de Vicente Aranda (1990)
- El olivar de Atocha, de Carlos Serrano (1988)
- Los pazos de Ulloa, de Gonzalo Suárez (1985)

## Prêmio Nacional de Cinematografia Nacho Martínez
Outorgado anualmente durante o Festival Internacional de Cinema de Gijón, para as figuras de destaque do cinema espanhol:
- 2002, Juan Echanove, ator[4]
- 2003, Gonzalo Suarez, diretor[5]
- 2004, Eusebio Poncela, ator[6]
- 2005, Assumpta Serna, atriz, coprotagonista com Nacho Martínez em Matador[7]
- 2006, Maribel Verdú atriz[8]
- 2007, Marisa Paredes[9]
- 2008, Veronica Forqué, atriz[10]
- 2009, Ángela Molina atriz[11]
- 2010, Charo López atriz[12]
- 2011, Montxo Armendáriz, realizador e guionista[13]
- 2012, Luis San Narciso, diretor de casting[14]
- 2013, Carmelo Gómez, ator[15]
- 2014, Imanol Arias, ator[16]
- 2015, José Sacristán, ator[17]
- 2016, Lluís Homar, ator and encenador[18]
- 2017, Verónica Forqué, atriz[19]

1. 1 2  Ángel Fernández-Santos (25 de julho de 1996). «Muere Nacho Martínez actor de filmes básicos decine /español actual». El País. Consultado em 14 de maio de 2019
2. 1 2 3 4 5  «Ignacio Martínez Navia-Osorio». Conceyu Mieres. Consultado em 14 de maio de 2019
3. ↑  Vincent Canby (16 de setembro de 1988). «Reviews/Film; Almodovar's 'Matador,' Surrealist Sex Comedy». The New York times. Consultado em 7 de maio de 2019
4. ↑  «Gijón International Film Festival». imdb.com. Consultado em 22 de agosto de 2018
5. ↑  «Gijón International Film Festival». imdb.com. Consultado em 22 de agosto de 2018
6. ↑  «Gijón International Film Festival». imdb.com. Consultado em 22 de agosto de 2018
7. ↑  «Assumpta Serna, Premio de Honor 2015». Internationla Eurofilm Festival. Consultado em 7 de maio de 2019
8. ↑  «Maribel Verdú». spainisculture.com. Consultado em 22 de agosto de 2018
9. ↑  Salvador Jimenez Murguía and Alex PinarThe Encyclopedia of Contemporary Spanish Films, p. 434, no Google Livros
10. ↑  «News - VERÓNICA FORQUÉ, NACHO MARTÍNEZ AWARD- ISABEL COIXET, WOMAN OF CINEMA AWARD- WHIT STILLMAN, HONORS AWARD». 30 October 2017 (em espanhol). gijonfilmfestival.com. Consultado em 22 de agosto de 2018
11. ↑  «Gijón International Film Festival». imdb.com. Consultado em 22 de agosto de 2018
12. ↑  «The Gijon Film Festival opens its doors». 10/11/2010. gijon.es. Consultado em 14 de maio de 2019
13. ↑  «Montxo Armendáriz, awarded the National Cinematography Award "Nacho Martínez"». 10/11/2011. gijonfilmfestival.com. Consultado em 22 de agosto de 2018
14. ↑  «Luis San Narciso, "Nacho Martínez" Award at Gijon International Film Festival». gijonfilmfestival.com. 30 de outubro de 2012. Consultado em 22 de agosto de 2018
15. ↑  «Gijón International Film Festival». imdb.com. Consultado em 22 de agosto de 2018
16. ↑  «Imanol Arias galardonado con el Premio Nacho Martínez del Festival Internacional de Cine de Gijón». gijon.es. 12 de novembro de 2014. Consultado em 14 de maio de 2019
17. ↑  «Gijón International Film Festival». imdb.com. Consultado em 22 de agosto de 2018
18. ↑  «Lluis Homar, Premio Nacho Martínez». gijon.es. 15 de novembro de 2016. Consultado em 14 de maio de 2019
19. ↑  «Verónica Forqué, Premio Nacho Martínez». gijon.es. 30 de outubro de 2017. Consultado em 14 de maio de 2019